# Kingston, Missouri
Kingston är administrativ huvudort i Caldwell County i Missouri. Orten har fått sitt namn efter politikern Austin A. King. Kingston grundades år 1843, medan King fortfarande var verksam som domare. Han valdes senare till guvernör.

## Kända personer från Kingston
- Charles J. Hughes, politiker